# Boris Režek
Boris Režek (* 2. Oktober 1908 in Ljubljana; † 26. Juli 1986 ebenda) war ein jugoslawischer Skilangläufer und außerdem Regisseur, Autor und Drehbuchautor.

## Karriere
Režek, der als Korrektor und Lektor tätig war, belegte bei seiner einzigen Teilnahme an Olympischen Winterspielen im Februar 1928 in St. Moritz den 42. Platz über 18 km. Im Jahr 1933 veröffentlichte er sein erstes Buch über das Bergsteigen und schrieb bis in die 1960er Jahre Bücher zu diesem Thema. Nach dem Zweiten Weltkrieg war er zudem bei Triglav-film als Regisseur und Drehbuchautor tätig.